# Wireless Ship Act of 1910
Wireless Ship Act of 1910 var en amerikansk federal lag, som infördes i USA:s kongress 1910. Enligt lagen krävdes att varje oceangående fartyg som färdades till eller från USA, och hade minst 60 passagerare ombord, skulle vara försett med trådlös radiosändare ombord.